# Kosakenwinter

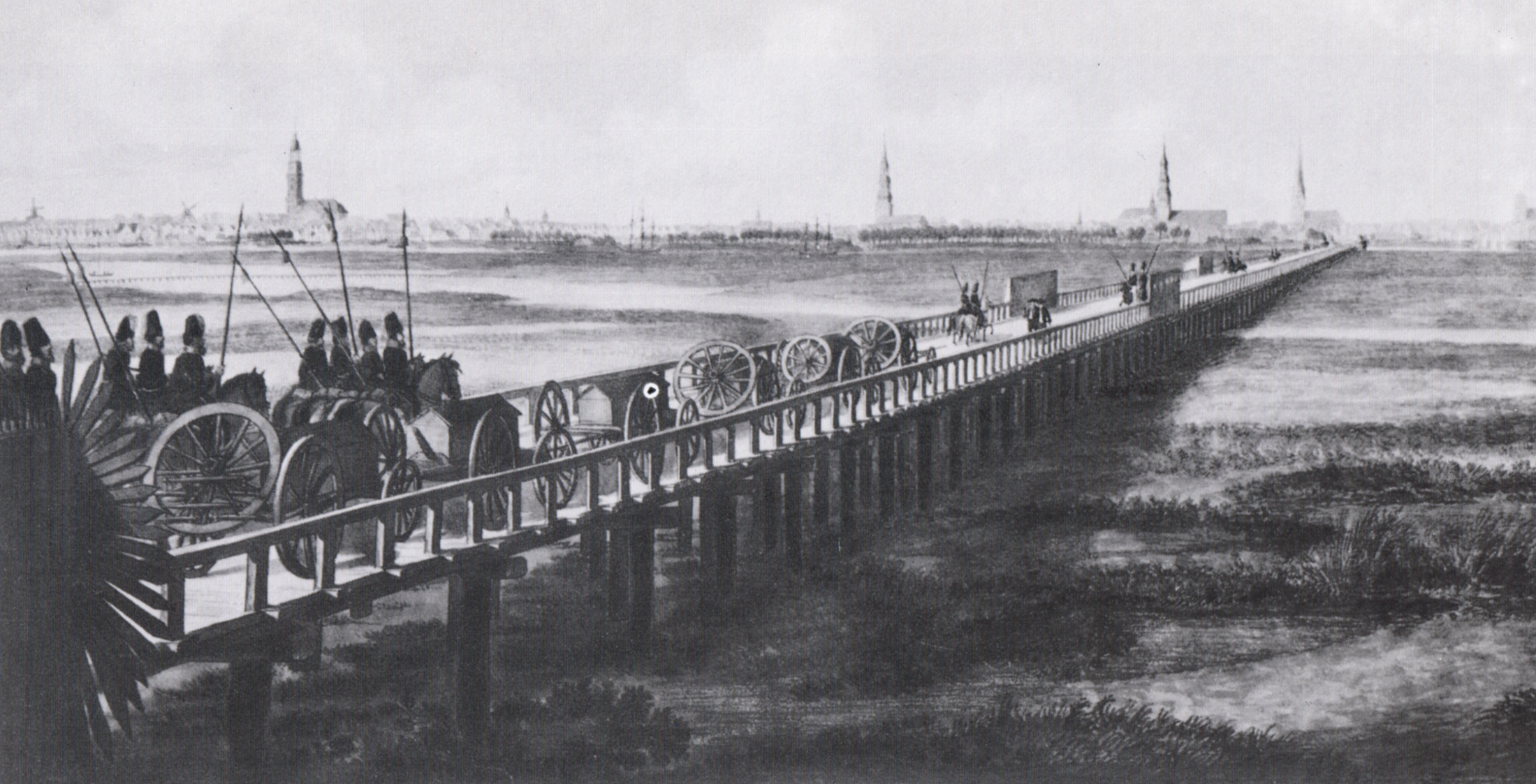
Die Kosaken überqueren die Elbe, Zeichnung um 1814

Kosakenwinter bezeichnet die Einquartierungen dänischer, schwedischer und russischer Truppen in Schleswig-Holstein im Winter 1813/1814. Die Kosaken der russischen Truppen machten dabei den kleinsten Teil der Truppen aus, hinterließen bei der Bevölkerung aber den größten Eindruck.
Nach Frankreichs Niederlage im Russlandfeldzug 1812 schlossen die Gegner Napoleons – Preußen, Österreich, Schweden, Russland und Großbritannien – ein Bündnis gegen Napoleon. Dänemark hielt weiter zu Frankreich. Nach der Völkerschlacht bei Leipzig (16.–19. Oktober 1813) rückte eine schwedisch-russisch-preußische Armee mit 57.000 Mann unter dem schwedischen Kronprinzen Karl Johann – dem ehemaligen französischen Marschall Jean-Baptiste Bernadotte – in Schleswig-Holstein ein und besiegte die dänischen Truppen, die sich aber in die schützende Festung Rendsburg zurückziehen konnten.

## Kosakenwinter in Ostholstein
Auch nach dem Friedensschluss in Kiel (14. Januar 1814) blieben die fremden Truppen in Holstein. Bis zum Juli 1814 blieb die Gegend von Einquartierungen verschont. Mit einem Schreiben vom 12. Juli 1814 unterrichtete die Kommission zur Wiederinbesitznahme der Herzogtümer den Magistrat der Stadt Oldenburg, dass die Armee unter dem General en chef Graf von Bennigsen zur Erleichterung der bisher von den Einquartierungen betroffenen Gebiete des Herzogtums Holstein die Demarkationslinie weiter in den Osten versetzen wollte.
Das Stabsquartier des Perejaslawschen Reitenden Jägerregiments wurde nach Lensahn verlegt. Die einzelnen Truppenteile waren in Beschendorf, Cismar, Damlos, Gosdorf, Güldenstein, Halendorf, Harmsdorf, Kabelhorst, Koselau, Langenhagen, Manhagen, Marxdorf, Mönchneversdorf, Nienrade, Petersdorf, Quaal, Rethwisch, Riepsdorf, Rüting, Schwienkuhl, Sievershagen und Wahrendorf einquartiert.
Die Bevölkerung litt sehr unter den hohen Kosten der Einquartierung:
Vier Wochen schon geht das Gerücht, die Russen marschieren ab. Sie sind immer noch da. Sie saugen die Hufenpächter gar zu sehr aus, theils mit ihrer Fourage bestehlen sie den Bauern, auch ihre Beköstigung wird ihnen schwer. Was wird für Licht und Holz aufgebraucht! Mögen sie uns doch bald verlassen.
Im Dezember 1814 zogen die Truppen wieder ab und hinterließen ein ausgelaugtes Land. In einer 1821 erstellten Übersicht berichtet Friedrich Börm von den Belastungen für die Fideikommissgüter:
...auf einen Tag berechnet 4083 Officiere und 96504 Unterofficiere und Gemeine, und zwar lauter Cavallerie, in den Herzoglichen Gütern einquartiert gewesen sind. ... an Naturalien geliefert: 37 511 Pfund Brot, 8830 Pfund Speck, 8314 Pfund Graupen, 1264 Pfund Erbsen, 1009 Tonnen Hafer, 115 983 Pfund Heu und 29 235 Pfund Stroh.
1817 ersetzte der dänische Staat einen Teil der Ausgaben.

## Kosakenwinter in der Herrschaft Pinneberg

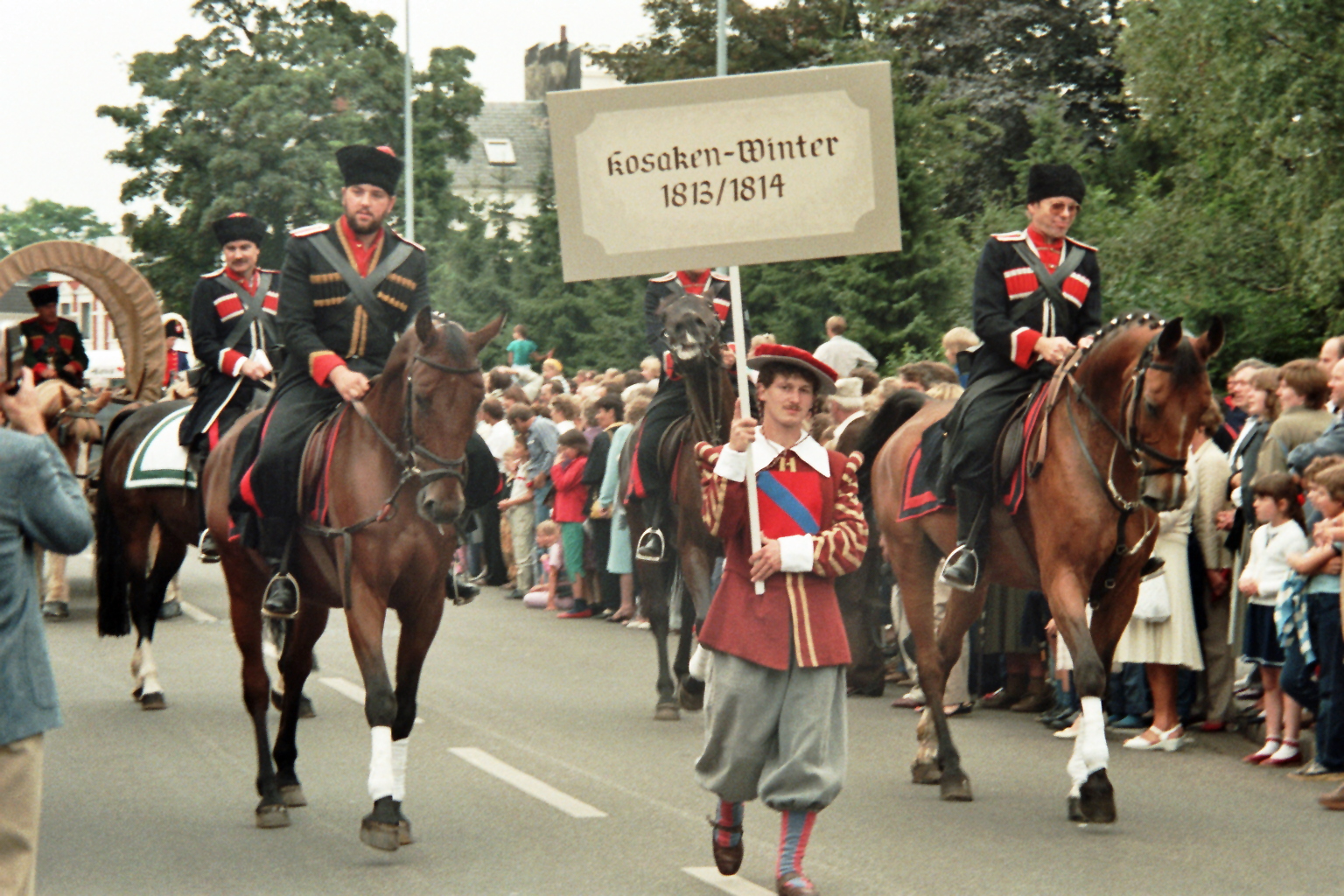
Erinnerung an den Kosakenwinter in Uetersen

Während der Belagerung Hamburgs im Winter 1813/14 befand sich das Hauptquartier der russischen Truppen unter General Bennigsen in Pinneberg.
Die Uetersener Bevölkerung litt besonders unter der Einquartierung der Truppen vom Obrist d’Olonne, General von Pahlen und General von Woronzow. Fast täglich zogen fremde Truppen über die alte Heerstraße durch die Stadt. In allen Privathäusern und öffentlichen Gebäuden waren fremde Truppen einquartiert, die verpflegt werden mussten. Es kam zu Plünderungen, Brandschatzungen und zu Überfällen auf die Bevölkerung. In dieser Zeit lagerten im bzw. zogen ca. 48.000 Soldaten mit etwa 28.800 Pferden durch den Ort. Die Kosten waren für die Stadt und das Kloster enorm. Die Summe der durch Beschädigungen, Überfälle und Erpressungen entstandenen Kosten in der Stadt belief sich auf etwa 20.000 Thaler. Außerdem kamen noch die Kosten für die Einquartierung und Verpflegung der Truppen und der Pferde dazu. Allein die Verpflegungskosten für den Obristen d’Olonne und Generalleutnant Woronzow betrugen rund 2160 Thaler. Sie verlangten täglich freie Tafel für sich und ihre etwa 30 bis 40 Offiziere. Das Lazarett für Kranke und Verwundete kostete das Kloster 11.000 Thaler. Nachdem die Truppen abgezogen waren, erhielt das Kloster eine Vergütung in Bons (Russenschuld). Die Bevölkerung dagegen wurde nicht entschädigt.